# Ptychochromis grandidieri
Espèce
Statut de conservation UICN

 LC  : Préoccupation mineure
Ptychochromis grandidieri est une espèce de poissons appartenant à la famille des Cichlidae endémique de l'est de Madagascar.